# Bandera de Tàrrega
La bandera oficial de Tàrrega té la següent descripció:
Bandera apaïsada de propocions dos d'alt per tres de llarg, quarterada amb el primer i quart quarters escacats de 24 peces, sis horitzontals i quatre verticals, grogues i vermelles, i el segon i el tercer quarters grocs amb quatre pals vermells.

## Història

Bandera oficial entre 1998 i 2008

Fou aprovada el 30 de juliol de 1998 i es publicà en el DOGC el 31 d'agost del mateix any amb el número 2714.
El Ple de la Corporació de data 21 de juliol de 2008 va acordar iniciar l'expedient de modificació de la bandera de la ciutat de Tàrrega, concretament per canviar l'ordre de la composició dels esmalts dels quarters, i la següent proposta de blasonament va ser publicada en el DOGC número 5191 el 8 d'agost del mateix any.
Bandera apaïsada, de proporcions dos d'alt per tres de llarg, quarterada amb el primer i el quart quarters groc amb quatre pals vermells, i el segon i el tercer quarters escacats de 24 peces, sis horitzontals i quatre verticals, grogues i negres.